# ایزوپسفی
ایزوپسفی (‎/ˈaɪsəpˌsɛfi/‎ ; ἴσος ایزوس به معنی «برابر» و ψῆφος پسفوس به معنی «ریگ») یا ایزوپسفیسم عمل جمع کردن مقادیر عددی حروف در یک کلمه برای تشکیل یک عدد واحد است. سپس عدد کل به دست آمده به شکل یک پل استعاری با کلمات دیگر برای ارزیابی عدد برابر مورد استفاده قرار می‌گیرد، که با ایزوس یا معادل یونانی «برابر» که در عنوان آمده‌است جور در می‌آید. یونانیان اولیه برای یادگیری حساب و هندسه از سنگریزه استفاده می‌کردند که آنها را در الگوهای خاصی می‌چیدند. از اینرو واژه یونانی پسفوس به معنای «سنگریزه» و «شمارش» در این عبارت آمده‌است.
ایزوپسفی با جماتریا در ارتباط است: جماتریا همان ایزوپسفی در الفبای عبری است. همچنین با سیستم‌های اعداد باستانی بسیاری از مردمان دیگر نیز ارتباط دارد (برای نسخه الفبای عربی، به اعداد ابجد مراجعه کنید). استفاده از جماتریا در زبان‌های خط لاتین نیز از زمان قرون وسطی تا رنسانس در اروپا رایج بود و میراث آن همچنان در رمزشکنی، اعدادشناسی و نمادگرایی ماسونی امروزی باقی مانده‌است (رجوع کنید به علم حساب).